# 바타라 구루

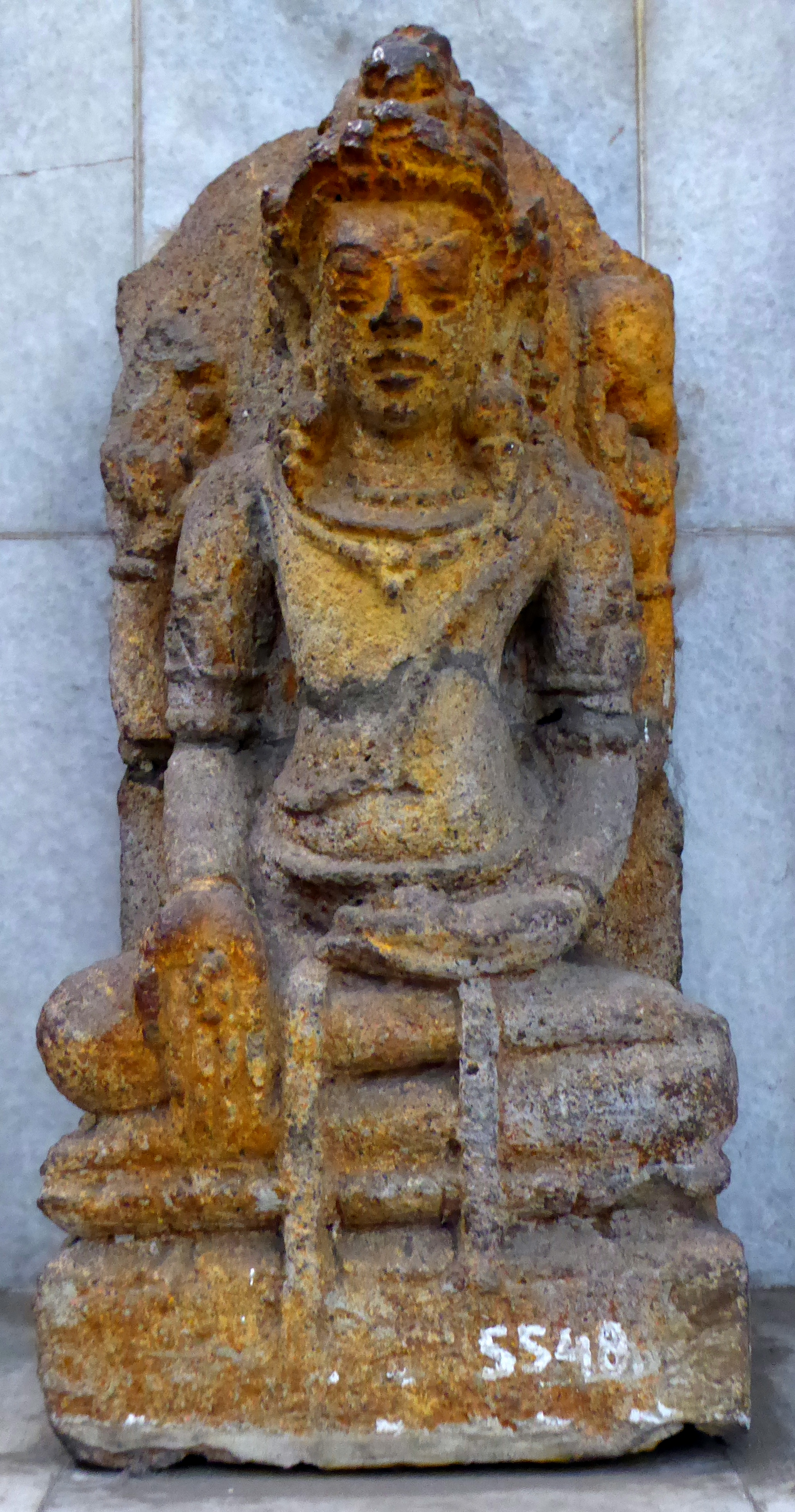
8/9세기 바타라 구루상

바타라 구루(Batara Guru)는 인도네시아 힌두교의 최고신이다. 그의 이름은 "고귀한 군주"를 의미하는 산스크리트어 바타타라카에서 파생되었다. 그는 동남아시아에서 힌두교 신 시바의 구루 닥시나무르티 측면을 반영하는 인도네시아 힌두 문헌의 모든 구루 중 첫 번째 친절한 영적 교사로 개념화되었다. 그러나 바타라 구루는 인도네시아 힌두교도가 그들의 영혼과 영웅을 그와 혼합했기 때문에 시바보다 더 많은 측면을 가지고 있다. 동남아시아에서 바타라 구루의 아내는 시바의 배우자 두르가이다.
바타라 구루는 인도의 브라흐마 관련 신화 방식으로 고대 자와어 및 발리어 힌두 문헌에서 발견되는 신화의 창조주 신인 루드라-시바의 한 형태로 간주된다. 그는 로마 시대의 유피테르 신처럼 인도네시아 힌두교에서 최고신으로 간주된다.
수마트라 신화의 바타라 구루는 지구의 창조자 및 인간의 첫 조상으로 알려졌다. 그는 중앙아시아와 북미 원주민에서 발견되는 창조신과 매우 유사하게 개념화된다. 마르틴 람스테드트에 따르면 인도네시아의 다른 지역에 있는 바타라 구루는 때때로 시바와 동일시되며 다른 곳에서는 "브라흐마, 비슈누, 시바 및 붓다"를 초월하는 것으로 식별된다.

## 어원
바타라 구루는 "고귀한 군주"를 의미하는 산스크리트 단어 바타타라카에서 파생되었다. 그것은 인도네시아 힌두교에서 구루 형태의 시바를 가리킨다. 라첼 스톰에 따르면 시바는 인도네시아 제도 외부에서 바타라 구루로 알려졌으며 동남아시아의 나머지 지역에서는 시바의 이름이었다.
존 크로풀드에 따르면 바타라라는 단어는 "의미와 철자법" 모두에서 아바타라에서 파생되었으며 단순히 신을 의미하는 접두사이다.

## 룰우, 인도네시아
셸리 에링턴은 인도네시아 룰우의 바타라 구루가 형태가 없고 강력하며 눈에 보이지 않고 찾을 수 없는 것으로 개념화되었다고 말한다. 바타라 구루는 경계도, 중심도, 경계도, 공허함도 없는 모든 것이기 때문에 다른 누구에게도 대답하지 않는다. 에링턴에 따르면 바타라 구루는 항상 모든 곳에서 형태가 없는 완벽한 사람으로 간주된다.

## 바탁 신화
바타라 구루는 바누아 긴장(상위 세계, 신들의 영역)을 지배하는 데바타 나 톨루(삼상신) 중 하나이다. 그와 그의 형제인 데바타 소리 파다와 데바타 망갈라 불란은 신성한 거대 암탉인 데바타 아시 아시(시바)의 아바타라인 마누크 파티아 라자가 부화한 세 개의 알에서 태어났다. 그는 시보루 포르티 불란이라는 여신과 결혼했으며 두 아들(물라 송가타 및 물라 송기티)과 두 딸(시보루 소르바 자티 및 시보루 디크 파루자르S)을 낳았다. 나중에 시보루 디크 파루자르는 시라자 오다프 오다프와 결혼하여 바누아 통가(중간계, 즉 지구)에 거주하는 인간의 조상이 된 자녀를 낳았다.

## 부기 신화

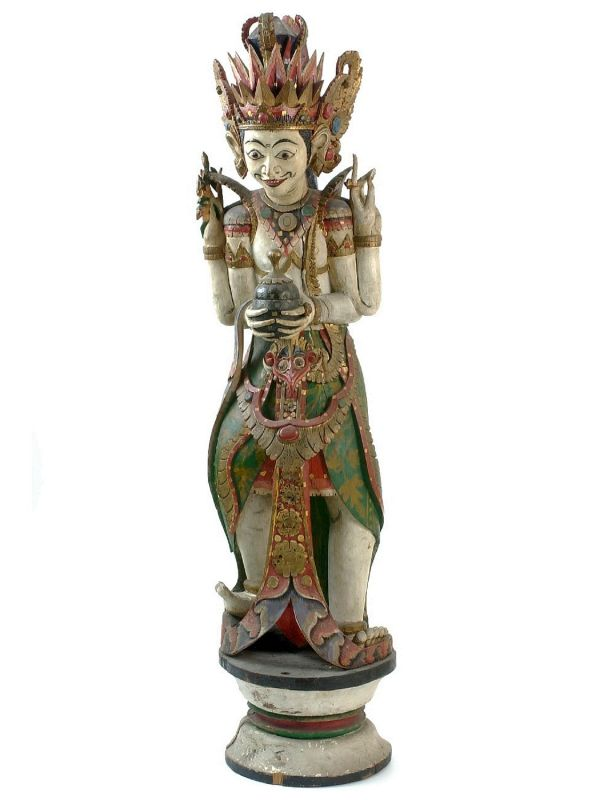
트로펜박물관의 바타라 구루 컬렉션

수레크 갈링고에 따르면 바타라 구루는 상 파토토케와 다투 팔링게크의 아들인 신으로 지구를 인간으로 육성하기 위해 보내졌다. 그의 신성한 이름은 라 토게크 랑기크였다. 그는 5명의 첩 사이에서 적어도 10명의 자녀를 두었지만, 사랑하는 배우자인 위 닐링 티모크 사이에서는 단 한 명의 아들만 낳았다. 그는 바타라 라투크의 아버지이자 부기 신화 수레크 갈링고의 주인공인 사웨링가딩의 할아버지이다. 그는 부기 신화에 나오는 쌀과 다산의 여신 산지앙 세리의 아버지이기도 하다.

## 자와 신화

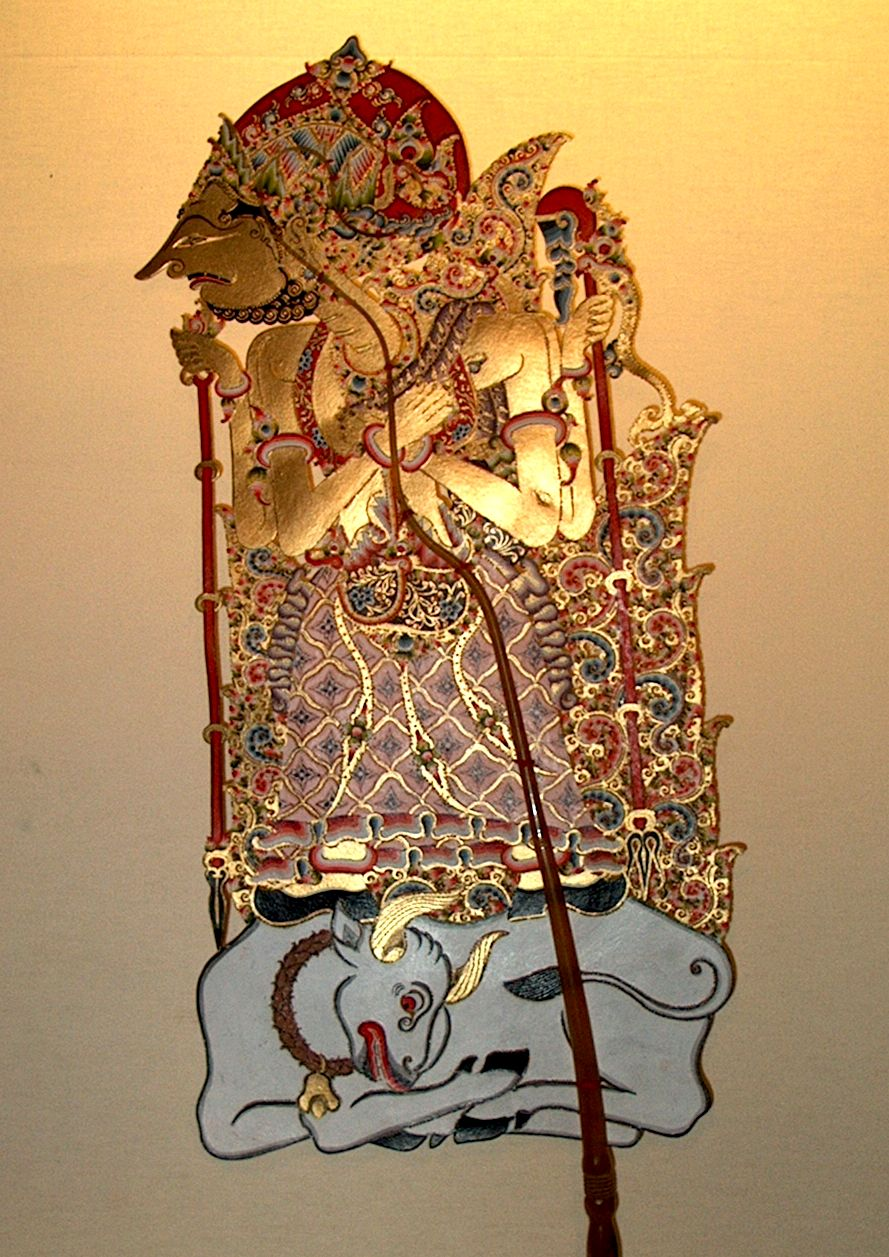
자와 와양 (인형극) 작품에서 난디 황소와 바타라 구루.

자와 신화에 따르면 바타라 구루는 신들의 영역인 카양간을 다스리는 데바이다. 그는 계시, 선물 및 능력을 제공하는 시바의 아바타라이다. 바타라 구루에는 데위 우마라는 이름의 샤크티(배우자)가 있으며 일부 자녀를 낳았다. 와양 쿨리트에서 바타라 구루는 네 개의 손, 뾰족한 송곳니, 파란 목 및 마비된 다리를 가진 발이 앞을 향하는 유일한 캐릭터이다. 그는 상 향 만디크마야, 상 향 카투르부자, 상 향 오티파티, 상 향 자간나타, 닐라칸타, 트리네트라, 기리나타 등의 여러 이름으로도 알려져 있으며, 항상 자신의 바하나, 암소 난디니를 타고 다닌다.
바타라 구루에는 상 향 안타가와 상 향 이스마야라는 두 형제가 있다. 그들의 부모는 상 향 퉁그갈과 데위 레카타와티이다. 어느 날 레카타와티는 빛나는 알을 낳았다. 상 향 퉁그갈은 자신의 힘으로 알을 변형시켰다. 그 껍질은 맏아들인 상 향 안타가로 변했다. 달걀 흰자는 이스마야(세마르)로 변했고, 노른자는 만디크마야로 변했다. 나중에 상향 퉁갈은 두 장로 신을 임명하여 땅에 내려와 신들의 후예를 돌보게 했다. 상 향 안타카는 거대한 종족을 돌보고, 상 향 이스마야(세마르)는 인간, 특히 판다바를 돌보고, 바타라 구루(상 향 만디크마야라고도 함)는 카양간에서 신들을 이끌었다.
자와 신화에서 바타라 구루의 자손에는 바타라 삼부, 바타라 브라흐마, 바타라 인드라, 바타라 바유, 바타라 위슈누 및 바타라 칼라가 포함된다.

## 같이 보기
- 대흑천